# De Piramides
De Piramides is een gebouwencomplex in Amsterdam, stadsdeel West, naast het Marcanti College en recht tegenover Food Center Amsterdam (de voormalige Centrale Markthallen). Het adres is Jan van Galenstraat 1-29 en Marcantilaan 496-500.
Het bestaat uit twee piramidevormige flatgebouwen van 55 meter, die in elkaar geschoven zijn. De twee piramides vormen een aaneengesloten bouwwerk tot de 11e etage, waar het gebouw zich opsplitst in twee aparte delen. 
De getrapte vorm van de zijgevels hebben iets weg van de trapgevels van sommige 17e-eeuwse huizen in de binnenstad van Amsterdam.
Het bouwwerk bevat in totaal 82 appartementen. Op de begane grond bevindt zich onder meer een crèche en een galerie. De twee flatgebouwen hebben elk een eigen lift, een eigen trappenhuis. 
Aan de achterkant van het gebouw is een verhoogd openbaar plein. Onder dit plein is een ruime ondergrondse parkeergarage aangelegd voor de bewoners van het gebouw. Aan het plein staan schoorstenen, het zijn luchtpijpen die de garage van verse lucht voorzien en vieze lucht afvoeren. Voormalig stadsdeel Westerpark sloot een overeenkomst met de eigenaar van het gebouw om ook een aantal bewoners van de naastgelegen Frederik Hendrikbuurt gebruik te laten maken van de parkeergarage.
Voor De Piramides, aan de Jan van Galenstraat, is een bushalte voor buslijn 18.

## Geschiedenis
Het complex werd gebouwd ter voltooiing van de wijk Marcanti, in de volksmond Kop van Jut genaamd. Daar had architect Sier van Rhijn in de jaren 1980 een aantal woningen ontworpen voor Zomers Buiten. De noordelijke strook bleef echter zoals het was vanwege noodscholen en een sportzaal. Toen deze bebouwing eenmaal gesloopt kon worden, werd aan Sjoerd Soeters van PPHP/Soeters van Eldonk architecten gevraagd met een aanvullend stratenplan en bouwblokken te komen. Soeters delegeerde de bouw van de woonblokken, maar kwam zelf met De Piramides en het Marcanti College. Daarbij hield hij de bijna symmetrische plattegrond van Sier van Rhijn zoveel mogelijk in tact. 
Een van zijn eerste ontwerpen werd door de gemeente Amsterdam afgewezen. Eén piramidetoren van 75 meter hoogte vonden zij te veel van het goede. Soeters paste dit aan naar een tweetal lagere piramidevormige flatgebouwen van 55 meter, die in elkaar geschoven zijn. Met de trapsgewijs gebouwde gevels schiep hij ruimte voor terrassen; dat trapsgewijs is ook in de ontwerpen van Van Rhijn al terug te vinden, al is het daar horizontaal. Door de lagere bouw past het gebouw beter binnen de bestaande bebouwing ook bij die van Sier van Rhijn. Door deze bouw vullen vanuit het zuiden gezien de uitstekende delen de platte bouw van woonblokken aan. Soeters koos deze piramidevorm overigens op basis van de driehoekige plattegrond van de wijk Kop van Jut.